# Gothawagen T2-61
Der T2-61 (Triebwagen mit 2 Radsätzen - Erstbaujahr 1961) ist ein Straßenbahn-Fahrzeugtyp, den der VEB Waggonbau Gotha 1961 und 1962 für Betriebe in der Deutschen Demokratischen Republik (DDR) und der Sowjetunion baute. Der zugehörige Beiwagentyp heißt B2-61. Fahrzeugen für die Sowjetunion wurden die Buchstaben SU angefügt. Sie liegen in der Geschichte der Gothawagen zwischen den Typen T59E und T2-62, wurden nur in relativ geringer Zahl und nur als Einrichtungsfahrzeuge gebaut.

## Geschichte und technische Merkmale

### Standardfahrzeuge
Entwickelt wurden der T2-61 und der B2-61 im Spätherbst 1960, produziert ab Mitte 1961. Gegenüber den T59E und B59E wurden diverse Änderungen am wagenbaulichen Teil vorgenommen. Die Fahrgestelle entsprachen prinzipiell weiterhin den bereits seit den T57 und B57 verwendeten Bauarten, wurden aber an den Enden verstärkt ausgeführt. Bei den Vorgängertypen waren an den Fahrgestellen seitlich Schutzbretter aus Holz angebracht. Beim T2-61 und B2-61 unterließ der VEB Waggonbau Gotha dies, weil diese seitlichen Entsprechungen der Bahnräumer gemäß zwischenzeitlich herausgegebener neuer Ausführungsbestimmungen zur BOStrab nicht mehr notwendig waren.
Der Führerstand wurde vergrößert, womit auch eine Vergrößerung des linken Führerstandsseitenfensters einherging. Im Sinne des einheitlichen Aussehens wurden auch die entsprechenden Fenster bei den Beiwagen und am Heck der Triebwagen angepasst. Größer als beim T59E und B59E wurden auch die klappbaren Oberteile der Fahrgastraumfenster ausgeführt. Die den Türen gegenüberliegenden Fenster entsprachen nun sowohl hinsichtlich ihrer Größe als auch hinsichtlich des Vorhandenseins klappbare Oberteile den anderen Fahrgastraumfenstern. Für Liniennummernanzeigen auf der linken Seite blieb jedoch, anders als bei vielen T59E/B59E, wegen der größeren Führerstandsfenster kein Platz. Im Fahrgastraum wurden die Sitzabstände zur Komfortsteigerung etwas vergrößert.
Wie die T59E-Sonderausführung T2-60 erhielten die T2-61 an der Front keine Kupplung, sondern nur eine Abschleppöse, und das Frontblech wurde entsprechend weiter heruntergezogen. Bei den B2-61 war diese Ausführung am Heck ebenso regulär vorgesehen. Einige B2-61 wurden jedoch mit Kupplung am Heck gebaut, um diese in der Mitte von Dreiwagenzügen einreihen zu können. Außerdem brachte der VEB Waggonbau Gotha wesentlich größere Rückleuchten an.
Im Laufe der Fertigung wurde ein neuer, zuverlässigerer Türantrieb mit zusätzlichem Magnetverschluss eingeführt. Ebenso nicht alle Fahrzeuge betraf die Verwendung von Fensterrahmen aus Leichtmetall statt Holz. Auf Kundenwunsch wurden auch einige Fahrzeuge mit einer Abreißbremse ausgerüstet.
Die elektrische Ausrüstung entsprach noch immer im Wesentlichen derjenigen der 1956 gebauten T57-/B57-Prototypen, weil die Zulieferbetriebe, insbesondere der VEB LEW Hennigsdorf keine moderneren Komponenten in ausreichender Stückzahl produzieren durften. Wesentliche Komponenten waren dabei noch Entwicklungen aus der Zeit vor dem oder während des Zweiten Weltkriegs. Die Motoren waren beispielsweise 1939 bis 1941 von AEG und BBC entwickelt worden und die Kurbelfahrschalter waren noch stehend im Führerstand angeordnet. Die veraltete elektrische Ausrüstung führte das Deutsche Amt für Material- und Warenprüfung auch als Grund dafür an, Anträge auf Erteilung eines staatlichen Gütezeichens für die Fahrzeuge abzulehnen. Im Frühsommer 1961 berichteten einige Tageszeitungen, darunter Neues Deutschland, über die Straßenbahnfahrzeugproduktion des VEB Waggonbau Gotha. In diesen Berichten äußerte sich der Gothaer Chefkonstrukteur kritisch zu diesem Umstand. Daraufhin ordnete die Staatliche Plankommission schließlich doch insbesondere die Anwendung von Unterflurfahrschaltern bei den Zweiachsern an. Dies führte dazu, dass ab 1962 der entsprechend weiterentwickelte T2-62 gebaut werden konnte. Weil außerdem parallel zu den T2-61 noch Zweirichtungswagen des Typs T59 gebaut wurden, blieb die Anzahl der T2-61 und B2-61 relativ gering.

### Sonderbauformen

#### Erfurt
Wie bereits beim T57E, T59E und B59E erhielt die Straßenbahn Erfurt Fahrzeuge, in denen beidseits des Gangs nur Einzelsitze angeordnet waren. Allerdings erhielten nun nur noch die Erfurter B2-61 Schaffnerplätze, die T2-61 hingegen nicht. In den Beiwagen konnte zwischen der Steuerung der Türen durch den Fahrer und durch den Schaffner umgeschaltet werden.

#### B2-61S
Ende 1960 projektierte der VEB Waggonbau Gotha eine B2-61-Sonderbauform mit der Bezeichnung B2-61S. Diese waren dazu vorgesehen, in der Mitte von Dreiwagenzügen eingereiht zu werden. Sie sollten wie die Erfurter B2-61 nur Einzelsitze erhalten, anders als diese jedoch ohne Schaffnerplatz. Ob Fahrzeuge in genau dieser Ausführung gebaut wurden, ist unklar.

### Kapazitätsübersicht
Die folgende Tabelle listet die Sitz- und Stehplatzkapazität der Fahrzeuge im Lieferzustand auf. Dabei entspricht ein Stehplatz einer Fläche von 0,15 Quadratmetern bzw. werden 6⅔ Stehplätze pro Quadratmeter angenommen. Die Platzanordnung „2+1“ bedeutet, dass auf einer Seite des Gangs Doppelsitze und auf der anderen Einzelsitze angeordnet sind. Bei „1+1“ hingegen gibt es auf beiden Seiten nur Einzelsitze.
| Typ            | Platzanordnung | Sitzplätze | Stehplätze | Schaffnerplatz |
| -------------- | -------------- | ---------- | ---------- | -------------- |
| T2-61          | 2+1            | 22         | 60         | nein           |
| T2-61SU        | 2+1            | 21         | 57         | ja             |
| T2-61 (Erfurt) | 1+1            | 18         | 73         | nein           |
| B2-61          | 2+1            | 24         | 66         | nein           |
| B2-61SU        | 2+1            | 23         | 63         | ja             |
| B2-61 (Erfurt) | 1+1            | 17         | 78         | ja             |
| B2-61S         | 1+1            | 17         | 82         | nein           |

## Einsatz

### DDR

#### Überblick
An die Straßenbahnbetriebe der DDR wurden T2-61 und B2-61 in folgender Anzahl ausgeliefert:
| System              | Spurweite | Baujahr | T2-61 | B2-61 |
| ------------------- | --------- | ------- | ----- | ----- |
| Straßenbahn Erfurt  | 1000 mm   | 1961    | 2     | 5     |
| Straßenbahn Gera    | 1000 mm   | 1961    | 3     | 2     |
| Straßenbahn Halle   | 1000 mm   | 1961    | 10    | 10    |
| Straßenbahn Leipzig | 1458 mm   | 1961    |       | 10    |
|                     |           |         |       |       |
|                     |           | 1961    | 15    | 27    |

#### Erfurt
Für die Straßenbahn Erfurt wurden zwei T2-61 und fünf B2-61 gebaut. Die Triebwagen erhielten die Nummern 133 und 134, die Beiwagen die Nummern 270 bis 274. Ein Trieb- und ein Beiwagen wurden 1964 an die Straßenbahn Brandenburg an der Havel abgegeben. Die restlichen Fahrzeuge kamen nie außerhalb Erfurts zum Einsatz und wurden im Zeitraum von 1979 bis spätestens 1993 verschrottet.
| Nummer | Typ   | Abgabe/Verschrottung                    |
| ------ | ----- | --------------------------------------- |
| 133    | T2-61 | 1989: Verschrottung                     |
| 134    | T2-61 | 1964: Abgabe nach Brandenburg, Nr. 53II |
| 270    | B2-61 | spätestens 1993: Verschrottung          |
| 271    | B2-61 | 1979: Verschrottung                     |
| 272    | B2-61 | 1992: Verschrottung                     |
| 273    | B2-61 | spätestens 1993: Verschrottung          |
| 274    | B2-61 | 1964: Abgabe nach Brandenburg, Nr. 56   |

#### Gera
Die Straßenbahn Gera erhielt drei T2-61 und zwei B2-61. Der Verkehrsbetrieb gab den Triebwagen die Nummern 161 bis 163 und den Beiwagen die Nummern 261 und 262. Alle Fahrzeuge wurden in den Jahren 1988 bis 1990 an die Straßenbahn Brandenburg an der Havel abgegeben.
| Nummer | Typ   | Abgabe                                 |
| ------ | ----- | -------------------------------------- |
| 161    | T2-61 | 1988: Abgabe nach Brandenburg, Nr. 130 |
| 162    | T2-61 | 1990: Abgabe nach Brandenburg, Nr. 131 |
| 163    | T2-61 | 1990: Abgabe nach Brandenburg, Nr. 132 |
| 261    | B2-61 | 1988: Abgabe nach Brandenburg, Nr. 286 |
| 262    | B2-61 | 1989: Abgabe nach Brandenburg, Nr. 287 |

### Sowjetunion
Die Typen T2-61SU und B2-61SU wurden von den Verkehrsbetrieben der Sowjetunion nicht gesondert erfasst, sondern als T57 und B57 eingeordnet. Über die Anzahl gelieferter Fahrzeuge gibt es je nach Quelle sehr unterschiedliche Angaben.